# Baniwa
El baniwa, també coneguda com baníua, baniba, baniva Baníwa, baníua do içana, dakenei, issana, kohoroxitari, karu o maniba és una llengua arawak parlada pels baniwes, format per aproximadament 4.700 indígenes localitzats als marges del riu Içana, a la frontera entre Brasil, Colòmbia i Veneçuela.
Des del 2003, és un dels idiomes oficials del municipi de São Gabriel da Cachoeira juntament amb el nheengatu, el dahseyé i el portuguès. Té diversos dialectes, com el carútana (ja extingit), hohodené (hoódene, hohodena, kadaupuritana, cadaupuritana), siusy-tapuya (seuci, siuci, siusi).

## Dialectes
La llengua baniwa-koripako té tres superdialectes (Ramirez 2020: 44):
- Superdialecte Meridional (Karotana): al baix riu Içana, però un grup viu a Victorino al riu Guainía (frontera entre Veneçuela i Colòmbia). Subdialectes:
  - mapatsi-dákeenai (yurupari-tapuya)
  - wadzoli-dákeenai (urubu-tapuya)
  - dzawi-mínanai (yauareté-tapuya)
  - adaro-mínanai (arara-tapuya)
- Superdialecte Central (Baniwa): al mig riu Içana (de la missió Assunção fins a Siuci-Cachoeira) i els seus afluents (riu Aiari i baix riu Cuiari). Subdialectes:
  - hohódeeni
  - walipere-dákeenai (siucí-tapuya)
  - máolieni (cáuatapuya)
  - mápanai (ira-tapuya)
  - awádzoronai
  - molíweni (sucuriyú-tapuya)
  - kadáopoliri
  - etc.
- Superdialecte Septentrional (dit “Koripako” al Brasil): a l'alt riu Içana (de Matapi acima), riu Guainía, capçalera del riu Cuiari. Subdialectes:
  - ayáneeni (tatú-tapuya)
  - payoálieni (pacútapuya)
  - komada-mínanai (ipéca-tapuya)
  - kapitti-mínanai (coatí-tapuya)
  - etc.

## Parlants

Escola baniwa sl riu Içana, al Brasil

Els baniwes viuen a la viuen a les fronteres del Brasil amb Colòmbia i Veneçuela, a Assunção do Içana i altres pobles situats a la vora del riu Içana (un dels principals afluents del riu Negro) i els seus afluents (Cuiari, Aiairi i Cubate). També hi ha comunitats a l’Alto Rio Negro / Guainía (denominació del Rio Negro per sobre de la confluència amb el canal Cassiquiari.) i als centres urbans de São Gabriel da Cachoeira, Santa Isabel do Rio Negro i Barcelos. Els kurripakos, que parlen un dialecte del baniwa, viuen a Colòmbia i a l'Alt Içana (Brasil).
Els grups ètnics relacionats són excel·lents en la fabricació de cistelleria arumã (Ischnosiphon arouma), l’art antic del qual els va ensenyar herois creadors i que, actualment, es ven al mercat brasiler.
Recentment, els Baníwa han destacat per la seva participació activa en el moviment indígena de la regió. Es tracta d’un complex cultural format per 22 grups ètnics diferents, però articulat en una xarxa d’intercanvis i identificada en gran manera pel que fa a l’organització social, la cultura material i la visió del món.
El 1983 hi havia uns 5.460 parlants de baniwa al Brasil (Conf. SIL), d'ells 4.047 de la tribu del mateix nom, mil Hohodené i 403 seuci. A Veneçuela, hi havia 610 d'un total d'ètnia baniwa de 2.048 persones.Al Brasil viuen a la vora del riu Içana i, a Veneçuela, són a prop dels rius Curipaco i Guarequena, a prop de la frontera colombiana.
La llengua baniwa d'Içana comprèn una sèrie de dialectes corresponents als diversos petits grups en què es divideix aquest grup ètnic. Aquests grups es distribueixen al llarg del riu Içana, els seus afluents i subafluents, a l'extrem nord de l'estat de l'Amazones (Brasil), i de vegades es coneixen com karútana (els que viuen a la regió del Baix Içana) i Koripaka, Koripako o Kuripako (els que viuen a l'Alt Içana). Hi ha més de 20 grups anomenats individualment per etnònims en la llengua baniwa d'Içana i en la llengua general amazònica (nheengatu). Així, entre els karútana s'inclouen, entre d'altres, els Adáru-minanei (Arára-tapúya: ‘gent d'arara’), els Dzawi-minanei (Yawareté-tapúya: ‘gente del jaguar’). Entre els kurripako, estans els Adzáneni (Tatu-tapúya: ‘gente de l'armadillo’) i els Kapité-mnanei (Kuatí-tapúya: ‘gente do coati’), entre d'altres.
Els grups de les zones dels rius Içana i Ayarí que parlen baniwa són: Hohodené, Kadaupuritana, Sucuriyu-Tapuya, Siusy-Tapuya, Irá-Tapuya, Kawá-Tapuya, Walipere-dakenai.
Són nòmades i es mouen entre Brasil, Veneçuela i Colòmbia. Molts parlen espanyol o portuguès i alguns utilitzen l’alfabet llatí per escriure en baniwa.

## Fonologia
|            |            | Bilabial | Dental | Alveolar | Palatal | Velar | Glotal |
| ---------- | ---------- | -------- | ------ | -------- | ------- | ----- | ------ |
| Oclusiva   | plana      | p        | t̪      | t        |         | k     |        |
| Oclusiva   | aspirada   | pʰ       | t̪ʰ     | tʰ       |         | kʰ    |        |
| Oclusiva   | sonora     | b        |        | d        |         |       |        |
| Africada   | plana      |          |        | ts       | tʃ      |       |        |
| Africada   | sonora     |          |        | dz       | dʒ      |       |        |
| Fricativa  | plana      |          |        | ʃ~ʂ      |         |       | h      |
| Fricativa  | sonora     |          |        | ʒ~ʐ      |         |       |        |
| Vibrant    | Vibrant    |          |        | ɺ        |         |       |        |
| Nasal      | Nasal      | m        |        | n        | ɲ       |       |        |
| Aproximant | Aproximant | w        |        |          | j       |       |        |

|         | Anterior | Posterior |
| ------- | -------- | --------- |
| Tancada | i iː     |           |
| Mitjana | e eː     | o oː      |
| Oberta  | a aː     |           |